# Schlittschuhschritt

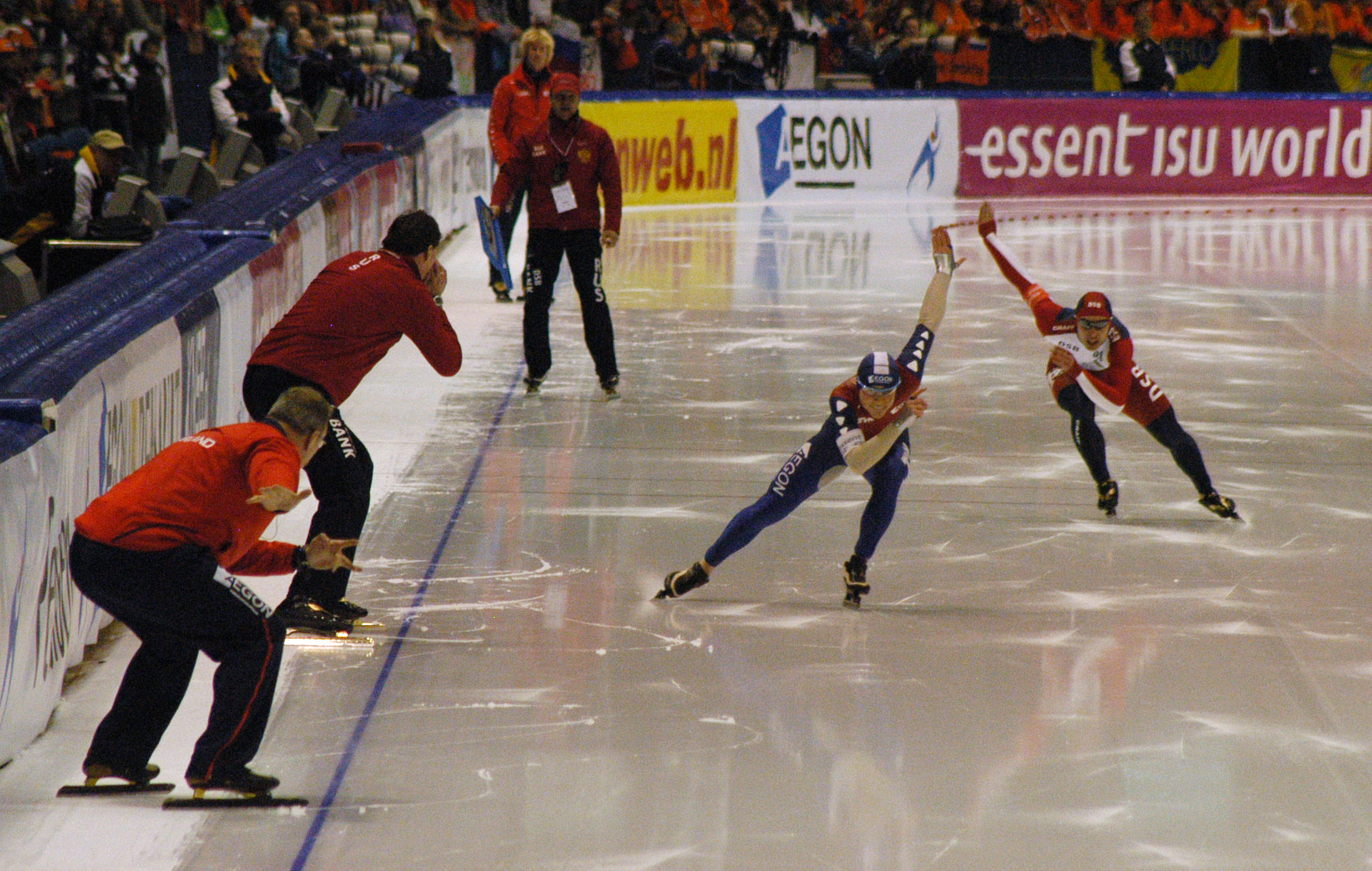
Eisschnellläufer beim Wettkampf

Der Schlittschuhschritt ist eine Art der Fortbewegung unter Verwendung spezieller Schuhe oder Befestigung spezieller Vorrichtungen an den Schuhen, die ein Gleiten oder Rollen in der Längsrichtung des Fußes auf einem speziellen Untergrund bewirken, jedoch senkrecht zu dieser Richtung einen Abdruck ermöglichen. Das Gleiten oder Rollen ist dabei in beiden Richtungen – vorwärts und rückwärts – prinzipiell gleichartig möglich. Die Fortbewegung wird nun erreicht, indem jeder von einem Gleit- oder Rollvorgang begleitete Schritt sowohl eine Komponente in die gewünschte Bewegungsrichtung als auch zwischen den beiden Beinen wechselnd eine jeweils gegengleiche seitliche Komponente hat. Dadurch ist bei jedem wechselseitigen Schritt neben der Bewegung in Richtung des anderen Beins auch eine Fortbewegung in die gewünschte Richtung möglich. Die von der eigentlichen Bewegungsrichtung abweichenden, anatomisch bedingten Komponenten jedes Schrittes sind gegengleich und heben sich somit generell über die Gesamtstrecke hinweg auf.
Bei niedrigen Geschwindigkeit ist dabei der Scherwinkel recht groß – also der Winkel, in dem die Füße relativ zur Fahrtrichtung ausgestellt werden. Zudem wird bei niedriger Geschwindigkeit während der Startphase bei jedem Schritt nur eine vergleichsweise kurze Strecke zurückgelegt, so dass recht viele Schritte nötig sind, um Geschwindigkeit zu gewinnen. Bei Maximalgeschwindigkeit ist der Scherwinkel klein und die während eines Einzelschritts zurückgelegte Strecke groß.
Der Schlittschuhschritt findet neben dem namensgebenden Eislaufen beispielsweise auch beim Inlineskaten, beim Rollschuhlaufen oder bei der Skating-Technik des Skilanglaufs Verwendung.